# اوشتسکو (استان اوپوله)
اوشتسکو (به لهستانی:  Osiecko) یک روستا در لهستان است که در گمینا زنبوویتسه واقع شده‌است.